# 偶氮染料
偶氮染料是含有一个或多个偶氮基（-N=N-）发色基的染料。是品种最多、应用最广的一类合成染料。冰染染料是偶氮染料是其中很重要的一类。

## 主要染料
- 刚果红：最早的一种偶氮染料
- 苏丹红
- 分散黄E-G（C.I.直接黄3）
- 直接湖蓝6B（C.I.直接蓝1）
- 酸性橙I
- 酸性大红G
- 分散蓝SE-2R（C.I.直接蓝183）
- 酸性媒染橙RL（C.I.媒染橙37）

颜料黄
颜料黄1
颜料黄3
颜料黄4
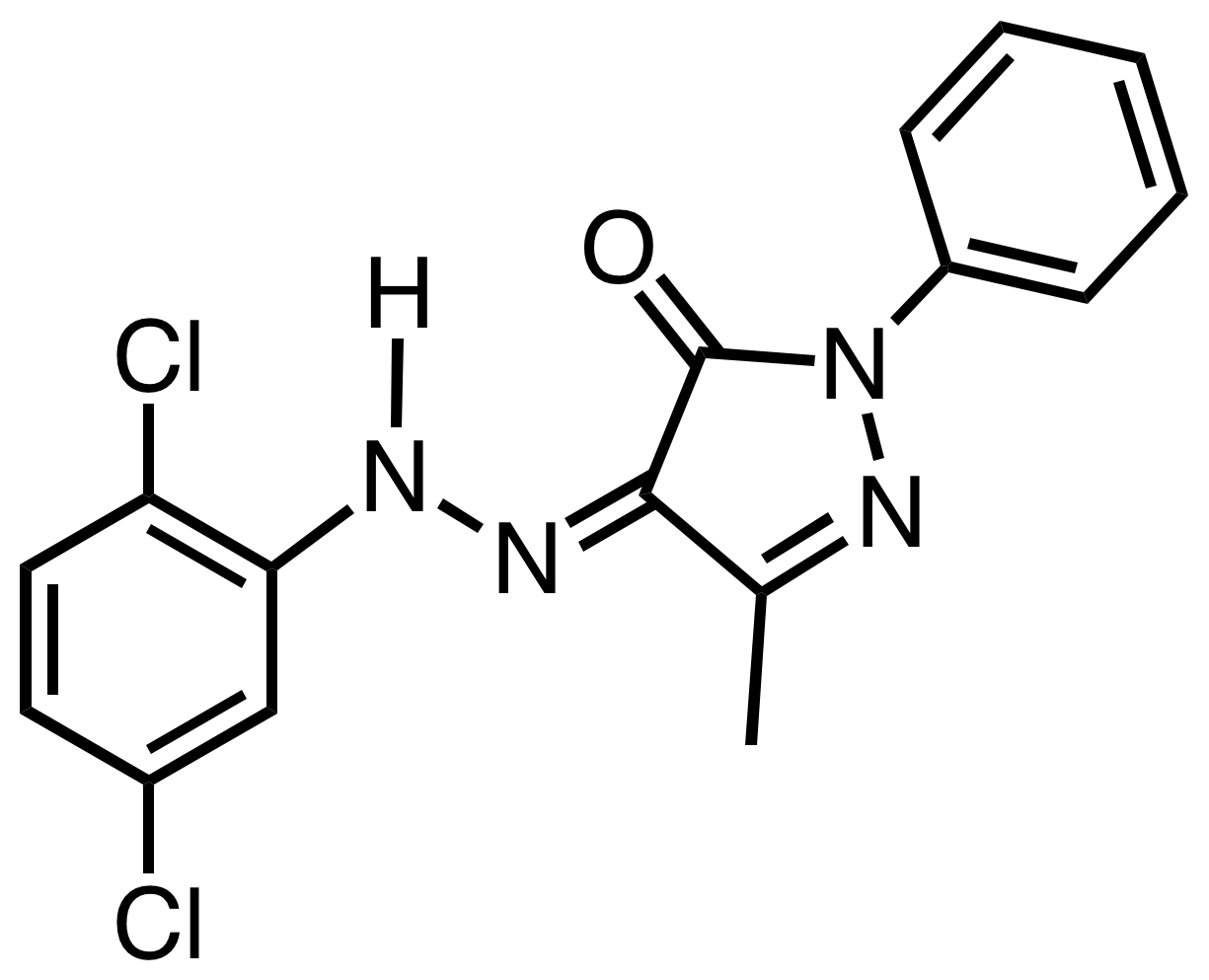
颜料黄10
颜料黄12
颜料黄13
颜料黄14
颜料黄16
颜料黄17
颜料黄34
颜料黄55
颜料黄63
颜料黄65
颜料黄73
颜料黄74
颜料黄81
颜料黄83
颜料黄97
颜料黄110
颜料黄139
颜料黄151
颜料黄154
颜料黄185

## 应用
- 用于各种纤维、皮革、木材、纸张等的染色
- 用于油漆、塑料、橡胶、食品等的着色